# Оскар Ленц
Оскар Ленц (нім. Oskar Lenz; 13 квітня 1848, Лейпциг, Саксонське королівство, Німецький союз — 1 березня 1925, Зос, Баден, Австрія) — німецький мандрівник по Африці.

## Біографія
Народився 13 квітня 1848 року в Лейпцигу.
У 1874-1877 за дорученням німецького африканського товариства взяв участь в експедиції до Екваторіальної Африки, звідки привіз до Берліна великі етнографічні колекції.
У 1879 р. Ленц зробив нову подорож до Африки: переодягнувшись турецьким лікарем він з Танжера через невідому на той час частину Марокканського Атласу і Західну Сахару попрямував в Томбукту, якого досяг з великими труднощами в наступному році; з останнього пункту він першим з європейців зумів пройти через південно-західні райони Сахари до Сенегалу.
У 1885 році здійснив нову подорож з метою піднятися по Конго до водоспадів Стенлі і звідти у напрямку до Нілу на північний схід визначити вододіл і спробувати прийти на допомогу європейцям (в тому числі Емін-паші), відрізаним в цих провінцій повстанням Махді. Задумане не вдалося: Ленц піднявся до Ньянгве і Касонго, проте далі його не пропустили місцеві араби. Звідти Ленц попрямував через Танганьїку, Ньясу, р. Ширу і Замбезі на східне узбережжя Африки. Таким чином Ленц перетнув Африку з заходу на схід.
Повернувшись до Європи Ленц з 1887 по 1907 рік ординарним професором викладав географію в німецькому університеті в Празі.
Помер 1 березня 1925 року в Зосі під Баденом.

## Вибрані твори Ленца
- Skizzen aus Westafrika. Berlin, 1878
- Timbuktu. Reise durch Marokko, Sahara und Sudan. Leipzig., 1884
- Wanderungen in Afrika. Wien, 1895